# Helmut Reiners
Helmut Reiners (* 7. Juli 1951 in Heessen) ist ein ehemaliger deutscher Fußballspieler.
Helmut Reiners bestritt von 1977 bis 1983 insgesamt 185 Spiele in der 2. Fußball-Bundesliga und erzielte dabei 51 Tore. Nachdem er von Sommer 1974 bis Sommer 1975 für die Sportfreunde Siegen spielte, wo er allerdings nur bei zwei Pokalspielen eingesetzt wurde, war er daraufhin zwei Jahre bei Rot-Weiß Lüdenscheid und anschließend vom 1. Juli 1978 bis zum 30. Juni 1983 für die SG Wattenscheid 09 aktiv.
Reiners spielte im rechten Mittelfeld sowie als Rechtsaußen.